# Michal Sládeček
Michal Sládeček (ur. 12 lutego 1980 w Bratysławie) – słowacki siatkarz, grający na pozycji rozgrywającego, były reprezentant kraju. Od sezonu 2018/2019 występuje w drużynie VK Spartak UJS Komárno.

## Sukcesy klubowe
Puchar Austrii:
- 2004

Puchar Top Teams:
- 2004

Mistrzostwo Austrii:
- 2004

Mistrzostwo Czech:
- 2007, 2008, 2009, 2011
- 2010

Puchar Czech:
- 2011

Puchar Rumunii:
- 2012

Mistrzostwo Rumunii:
- 2012

Mistrzostwo I ligi:
- 2016